# Kurt Kunz

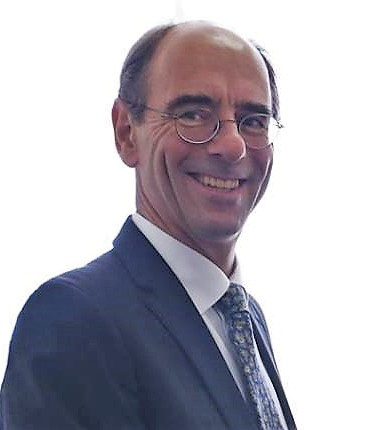
Kurt Kunz (2019)

Kurt Kunz ist ein Schweizer Diplomat.
2014 wurde Kunz Schweizer Botschafter in Bogotá (Kolumbien). Zuvor war er Botschafter und Vizedirektor der Direktion für Entwicklung und Zusammenarbeit (DEZA) in Bern. Hier leitete er ab Juli 2010 den Bereich Osthilfe.
2018 wurde Kunz zum Schweizer Botschafter im indonesischen Jakarta ernannt. Er vertritt die Schweiz auch in Osttimor und bei den ASEAN. Die Übergabe der Akkreditierung in Osttimor fand am 28. Februar 2019 statt.